# Spider-Man: Lotus
Spider-Man: Lotus è un fan film di supereroi indipendente statunitense del 2023 co-scritto, diretto e prodotto da Gavin J. Konop.
Basato sul personaggio dell'Uomo Ragno di Marvel Comics, il film non è associato ai Marvel Studios, né alla Sony Pictures, ed è stato finanziato dai fan tramite una campagna su Indiegogo. Il film ha ottenuto una crescente attenzione in seguito al successo del trailer su Twitter e YouTube e per il trapelamento, nel giugno 2022, di messaggi discriminatori scambiati tra Konop e l'attore principale Warden Wayne.

## Trama
Dopo aver sconfitto un nuovo supercriminale di nome Shocker, l'eroe Spider-Man, nei panni di Peter Parker, arriva tardi a un doppio appuntamento con la sua ragazza Gwen Stacy e con i loro migliori amici Harry Osborn e Mary Jane Watson. Il gruppo discute dei continui ritardi e assenza di Peter e, quando il ragazzo rimane solo con Gwen, fa per farle una proposta di matrimonio. Decide di rimandarla ma, poco dopo, arriva il Green Goblin, l'arcinemico di Spider-Man, che rapisce Gwen e ne causa la morte. Anche il criminale viene ucciso nel seguente scontro con Spider-Man.
Peter, che si colpevolizza per non essere riuscito a salvare Gwen, cade in depressione; si ritira dal ruolo di Spider-Man e si allontana dagli amici, accusando Mary Jane di non soffrire per la morte dell'amica. Mary Jane affronta Peter e gli consegna una lettera per Spider-Man nella quale viene chiesto all'eroe di visitare Tim Harrison, un bambino grande fan di Spider-Man che sta per morire a causa di una malattia terminale. Nel frattempo, Harry patisce anche per la morte del padre (in realtà il Green Goblin) a causa del rapporto freddo che condividevano, quindi inizia ad abusare di alcol e droghe.
Spider-Man fa visita a Tim e lega con lui. Quando però il bambino gli chiede cosa sia successo alla "ragazza sul ponte", Peter nega di essere un eroe, sostenendo di essere diventato Spider-Man per caso e che ha iniziato a combattere il crimine per desideri egoistici. Prima che se ne possa andare, la madre di Tim lo convince a fare ammenda con il bambino per dargli speranza nei suoi ultimi giorni di vita; Parker quindi si scusa con Harrison e gli rivela la sua vera identità, incoraggiandolo a rimanere forte nonostante la paura.
Mary Jane conforta Harry e i due si riavvicinano a Peter. Parker va poi al cimitero per rendere omaggio alla tomba di Gwen e di Tim, rendendosi conto che, nonostante possa non volere essere Spider-Man, deve continuare a esserlo per ispirare le persone.

## Produzione
Il 16 gennaio 2021, il regista indipendente Gavin J. Konop ha annunciato lo sviluppo di un film in uscita basato sul personaggio di Spider-Man. Il film è stato finanziato dai fan attraverso una campagna su Indiegogo, ricevendo 112.000 dollari. Konop ha affermato che è sempre stato un suo sogno realizzare un film su Spider-Man. Il film è vagamente basato sui fumetti Il ragazzo che collezionava l'Uomo Ragno e Spider-Man: Blu.
Sempre nel 2021, Konop annunciò il cast principale del film, la sua sinossi e il tema principale; lo stesso anno, il teaser e il trailer furono caricati sul suo canale. La sceneggiatura è stata completata a maggio 2021, con l'inizio della produzione fissata per giugno e la conclusione delle riprese principali ad agosto. Le riprese si sono svolte a New York City. Nell'ottobre 2021, il progetto è stato riconosciuto da Jon Watts, il regista dei film Spider-Man del Marvel Cinematic Universe, che ha dichiarato di essere "solidale al 100%" con il film.
Spider-Man: Lotus doveva essere presentato in anteprima originariamente nel gennaio 2022, ma è stato ritardato. Nell'ottobre 2022, il trailer finale del film è stato pubblicato su YouTube.
Nel luglio 2023, una scena di Spider-Man: Lotus è stata pubblicata sui social media di Konop, è stata rivelata la sua durata di 120 minuti ed è stata fissata una data di uscita. È stato pubblicato su YouTube l'11 agosto 2023.

## Distribuzione
Spider-Man: Lotus ha avuto la sua première a Los Angeles, California, il 5 agosto 2023. È stato pubblicato in originale su YouTube l'11 agosto 2023, mentre in italiano il 23 ottobre 2023.

## Casi mediatici
Nel giugno 2022, sono trapelati online messaggi in cui l'attore protagonista Warden Wayne utilizzava insulti razzisti, omofobi e abilisti sui social media. Wayne si è scusato, facendo riferimento alla sua educazione conservatrice e affermando che "spera e prega che le persone che lo guardano non lo giudichino in base al [suo] passato, e invece lo prendano per quello che è: un film sulla redenzione e sull'uscita dall'oscurità." Subito dopo, furono rilasciati messaggi simili in cui il regista Gavin J. Konop usava insulti razzisti e abilisti. Ha risposto in un video di YouTube.